# Alexander von Kanitz
Alexander Karl Richard comte von Kanitz, auf Saskoschin und Dommachau (né le 8 novembre 1848 à Podangen, arrondissement de Preußisch Holland (de) et mort le 14 février 1940 à Saskoschin (pl)) est un lieutenant général prussien.

## Biographie
Alexandre est issu de la famille noble von Kanitz (de). Il est le fils du comte Emil Carl Ferdinand von Kanitz (1807–1877), directeur général du paysage, et de son épouse Charlotte, née von Sydow (de) (1820–1868). Les deux hommes politiques Hans et Georg sont ses frères. Son frère Konrad (1844–1901) épouse Heida von der Decken, devient chambellan du grand-duché de Mecklembourg-Schwerin, capitaine prussien et chevalier de l'Ordre de Saint-Jean. Son plus jeune frère Karl (1862–1940) se marie deux fois et devient finalement colonel.
Kanitz s'engage le 16 août 1866 dans le bataillon de remplacement du 1er régiment à pied de la Garde de l'armée prussienne et est promu le 13 octobre Portepeefähnrich. Le 7 juillet 1868, il est promu au grade de sous-lieutenant. Il participe ensuite à la guerre franco-prussienne de 1870/71. Du 2 janvier au 1er octobre 1873, il est adjudant du 2e bataillon. Le 18 octobre 1875, il est promu au grade de premier lieutenant et le 27 février 1881 au grade de capitaine Le 22 mars, il devient commandant de la compagnie du Corps. La promotion au grade de major a lieu le 24 mars 1890 et à partir du 27 mars 1892, il est nommé commandant du 2e bataillon. Il est ensuite transféré au 92e régiment d'infanterie (de) le 18 avril 1896, où il est affecté comme officier d'état-major régulier. Kanitz est promu le 20 mai au grade de lieutenant-colonel et le 25 novembre 1898 promu colonel. Il est simultanément nommé commandant du régiment. Le 4 novembre 1901, il est nommé commandant de la 49e brigade d'infanterie et à ce poste, il est promu général de division le 22 avril 1902. Le 24 février 1905, il est promu au grade de lieutenant général.
Kanitz vit ensuite à Darmstadt. En 1922, son domaine, le manoir de Saskoschin, comprend environ 816 hectares.

## Famille
Kanitz se marie avec la comtesse Thérèse von der Groeben (1859–1938) le 7 juillet 1886. Le mariage donne naissance à trois enfants :
- Élisabeth (1889–1974) mariée en 1912 avec Wilhelm comte Klinckowström (mort en 1934)
- Albert Andreas Alexander – dit Albrecht – (1891–1975) marié en 1920 avec Ilse von Borcke-Tolksdorf (de) (née en 1899) (cinq enfants), administre le domaine de Saskoschin pour son père et est également seigneur du domaine de Stein Cappenberg, en outre du domaine Scheda et du domaine forestier et viticole de Nassau-Lorch
- Margarete (1898–1977) ⚭ 1921 Sigurd comte von der Groeben